# Lauwin-Planque
Lauwin-Planque é uma comuna francesa na região administrativa de Altos da França, no departamento do Norte. Estende-se por uma área de 3.67 km². Em 2010 a comuna tinha 1 667 habitantes (densidade: 454,2 hab./km²).